# Variable el·lipsoidal rotatori
En astronomia es diuen variables el·lipsoïdals rotatoris (en anglès rotating ellipsoidal variables, abreujades com ELL) a un tipus d'estels variables. Són estels binaris propers les components dels quals tenen forma elipsoidal. No són binaris eclipsants, però les fluctuacions en la seva magnitud aparent tenen lloc per la variació a l'àrea visible per l'observador a mesura que els estels es mouen en la seva òrbita. Els seus cicles de variació són iguals als períodes del seu moviment orbital. Les fluctuacions de lluentor típiques no excedeixen les 0,1 magnituds.
El variable el·lipsoidal rotatori més important és Spica (α Virginis). En la següent taula s'inclouen les dades d'algunes de les principals variables d'aquest tipus.
| Nom                 | Denominació de variable | Tipus espectral | Magnitud aparent màxima | Amplitud de la variació (magnituds) |
| ------------------- | ----------------------- | --------------- | ----------------------- | ----------------------------------- |
| Espiga*             | Alfa Virginis           | B1III-IV+B2     | 0,95                    | 0,1                                 |
| ν Centauri*         | Ni Centauri             | B2IV            | 3,38                    | 0,03                                |
| π5 Orionis          | Pi5 Orionis             | B3III           | 3,72                    | 0,07                                |
| σ Lupi              | Sigma Lupi              | B2III           | 4,42                    | 0,02                                |
| b Puppis / HD 64503 | QZ Puppis               | B2.5            | 4,47                    | 0,07                                |
| 2 Lacertae          | NSV 14130               | B6              | 4,55                    | 0,03                                |
| HD 74560            | HY Velorum              | B3IV            | 4,8                     | 0,07                                |
| δ Circini           | Delta Circini           | O8.5            | 5,08                    | 0,1                                 |
| 31 Crateris         | TY Corvi                | B2IV            | 5,19                    | 0,04                                |
| 14 Cephei           | LZ Cephei               | O9              | 5,55                    | 0,1                                 |
| 35 Piscium          | UU Piscium              | F0              | 6,01                    | 0,04                                |

També variable Beta Cephei / Font: The Bright Star Catalogue i VizieR (SIMBAD)